# 40 월 스트리트
40 월 스트리트(40 Wall Street)는 1930년 70층으로 완공된 뉴욕 시를 대표하는 건물이다. 트럼프 빌딩(The Trump Building)으로도 불린다. 트럼프 빌딩은 트럼프란 명칭이 들어간 다른 고층 건물들처럼 뉴욕 맨해튼에 위치하고 있다. 크라이슬러 빌딩이 1930년에 완공되기 전에는 세계 최고층 건물이었다. 꼭대기의 파란색 탑이 인상적이기도 하다.

## 같이 보기
- 뉴욕의 마천루 목록